# Opatovice (zámek)
Lovecký zámeček Opatovice stojí na úbočí Opatovického vrchu na okraji Opatovické obory a vsi Opatovice, dnes části obce Červené Pečky.

## Historie
Původně empírovou stavbu loveckého zámečku s oborou nechali v 19. století vybudovat tehdejší majitelé panství Hrubí z Jelení. Po zestátní jej v roce 1955 získala obec a sloužil jako sýpka. Zámeček postupně chátral a jako zchátralý jej v roce 1975 získalo JZD Červené Pečky. V 80. letech, když jej začal využívat myslivecký svaz, prošel necitlivou moderní přestavbou, při které ztratil veškeré historické architektonické prvky. Dnes objekt slouží k rekreaci a kulturním účelům, v přízemí byla vybudována pivnice s barem.